# Федерация баскетбола Украины
 Федерация баскетбола Украины — создана на учредительной конференции 28 февраля 1992 года, а 10 июля 1992 года получила признание ФИБА.
За период существования ФБУ было проведено 12 чемпионатов Украины. В нынешнем XIII Чемпионате принимают участие 68 команд (20 женских и 48 мужских), в которых будут играть 667 мужчин и 225 женщин. Расширилась география участников XIII Чемпионата. Появились новые команды в городах: Николаеве, Южном (Одесской области) и Кропивницком, а также новые женские команды в Ивано-Франковске и Кропивницком. Кроме того, Львовская федерация баскетбола проводит соревнования западной любительской лиги с участием 12-ти мужских и 4-х женских команд.
В настоящее время баскетболом в Украине занимаются около 40 тысяч человек, работают более 1000 тренеров. В рамках спортивно-технической и судейской комиссий создан судейский комитет, координирующий работу и организующий повышение квалификации судейско-комиссарского корпуса. Сейчас чемпионаты Украины обслуживают 85 арбитров и 30 технических комиссаров (в том числе 8 арбитров и 4 комиссара ФИБА).
Президентом Федерации баскетбола Украины является известный украинский политический деятель Михаил Юрьевич Бродский.

## История
Создана на учредительной конференции 28 февраля 1992 года, а 10 июля 1992 года получила признание ФИБА.
В июне 1998 года ФБУ была зарегистрирована Министерством юстиции Украины и внесена в единый государственный реестр предприятий и организаций Украины, а в марте 1999 года приказом Госкомспорта ему предоставлен статус национальной спортивной федерации. Госкомспорти ФБУ подписали договор, которым, в связи с предоставлением Федерации статуса национальной, ей делегированы полномочия по развитию баскетбола в Украине, исключительное право его представительства в ФИБА и на международных соревнованиях по баскетболу, а также право на организацию и проведение международных и общеукраинских соревнований . На внеочередной конференции ФБУ в декабре 1998 года была утверждена новая редакция Устава федерации. В ходе подготовки к регистрации в Минюсте Украины в состав ФБУ были приняты 14 федераций, представляющих области, города и Автономную Республику Крым.

## Деятельность
Федерация систематически проводит совещания и семинары тренеров команд, играющих в чемпионатах Украины. В 1999 впервые был проведен семинар повышения квалификации тренеров. В нем принимали участие самые лучшие специалисты спортивной науки страны. Участники семинара прослушали курс лекций и приняли участие в практических занятиях по передовым методам спортивно-тренировочного процесса подготовки команд. По окончании семинара было проведено тестирование тренеров и успешно сдавшие его получили документ, дающий право на работу в командах-участницах Чемпионатов Украины. В 2001 году семинар повышения квалификации тренеров был проведен второй раз с привлечением ведущих отечественных специалистов, а в 2003 году Федерация баскетбола Украины провела международный семинар тренеров с привлечением ведущих специалистов из ближнего зарубежья.

## Руководство
- Президент — Михаил Бродский[2]
- Генеральный секретарь — Владимир Драбиковский
- Почетный президент — Александр Волков

## Украинская баскетбольная суперлига
| Чемпионат Украины по баскетболу среди мужчин проводится с 1992 года. В структуре мужского баскетбола существуют два профессиональных дивизиона: - Украинская баскетбольная суперлига - Украинская высшая лига | Чемпионат Украины по баскетболу среди женщин проводится с 1991 года. В структуре украинского женского чемпионата существуют два профессиональных дивизиона: - Чемпионат Украины по баскетболу среди женщин (до 2008) - Высшая лига Украины по баскетболу - Украинская профессиональная баскетбольная лига |